# 日本知的障害者スキー協会
日本知的障害者スキー協会（にほんちてきしょうがいしゃスキーきょうかい）は、特定非営利活動法人の一つで日本障害者スキー連盟と日本知的障害者スポーツ連盟に加入し、知的発達障害のある人々のスキー活動を支援し、その国内統括を目指す団体である。またこの種目（IDクラスアルペンスキー）のパラリンピック正式採用を目指す活動もしている。
平成14年からは日本障害者スキー連盟に合流している。

## 概要
- 毎年1月中旬には競技性に重きをおいた『日本知的障害者アルペンスキー選手権大会』（ 日本IDアルペンスキー選手権大会 ）を白馬五竜スキー場で開催している（第1回開催は2000年2月26～27日白馬ハイランドスキー場だった）。

実施種目は回転 (SL) と大回転 (GS) の2種目だけだが、この大会における成績優秀者を国内最高の障害者スポーツステージと位置づけられている『ジャパンパラ競技大会』のアルペンスキー大会（2006年2月2～5日以来、近年は白馬八方尾根スキー場でSL・GS・SG・SCの4種目を行っている）に出場選手として推薦している。
この日本IDアルペンスキー選手権大会と同時に平行して知的障害者を対象に生涯スポーツとしてのアルペンスキー講習会も開催している。ほかにも知的障害者を対象に愛好者層の普及拡大を目指した普及講習会やポールキャンプと銘打った催し等も実施し、その都度の参加者を募っている。
- 『知的障害者スキー世界選手権大会』には上部団体の日本障害者スポーツ協会や日本障害者スキー連盟の協力を得て初回のポーランド開催以来、イタリア・フランス・トルコと毎回の開催国へ日本代表選手団を送り出しており、男女共に常にメダル獲得など上位の成績を収めて来た。『国際知的障害者スポーツ連盟 (INAS-FID)』 主催で2014年はイタリア開催予定であったが、開催を辞退したため中止となった。2015年はフランスで開催予定であったがスウェーデンにおいて４月１５～２０日の実施と変更になった。近々日本での開催も求められていて、2016年2月25日～3月1日志賀高原焼額山スキー場での開催に向けて当協会が準備を進めていると言う。これに向けて男女あわせて20名前後の強化指定選手を選考し北海道や長野県などにおいて毎季の強化合宿を行い選手の育成に努めている。日本代表選手や強化指定選手の選考に際しては上記の日本IDアルペンスキー選手権大会やジャパンパラアルペンスキー大会のほか厚生労働大臣杯争奪全国身体障害者スキー大会や日本チェアスキーチャンピオンシップ大会での前年度までの成績による取得ポイント（日本障害者スキー連盟ポイントリスト）が考慮される。このため、これらの大会への参加も推奨されており、選手はこれらの大会開催地を転戦している。

また選手使用の用具はヘルメットやプロテクターも含めFIS公認の規格が推奨されており、ジャパンパラやチェアスキーチャンピオンシップに出場してスーパー大回転（SG）やスーパーコンビ（ＳＣ） にも挑戦する選手は3種類のスキー板を用意している。

## 設立
2003年1月15日設立

## 所在地
東京都世田谷区桜新町二丁目25番12-803号

## ホームページ
http://www.sajd.com/sajd-fid/index.html